# لیتل هوپ (آلاباما)
لیتل هوپ (به انگلیسی: Little Hope) یک منطقهٔ مسکونی در ایالات متحده آمریکا است که در شهرستان بیب، آلاباما واقع شده‌است. لیتل هوپ ۱۷۴٫۹۶ متر بالاتر از سطح دریا قرار دارد.